# Kodyma
Kodyma (ukrainisch Кодима, russisch Кодыма, rumänisch Codâma) ist eine Stadt im Süden der Ukraine mit etwa 9000 Einwohnern und war bis Juli 2020 das Verwaltungszentrum des gleichnamigen Rajons Kodyma.

## Geographie
Kodyma liegt etwa 218 Kilometer nordwestlich von Odessa und 140 Kilometer südlich von Winnyzja. Nahe der Stadt entspringt der gleichnamige Fluss Kodyma, welcher in den Südlichen Bug mündet.

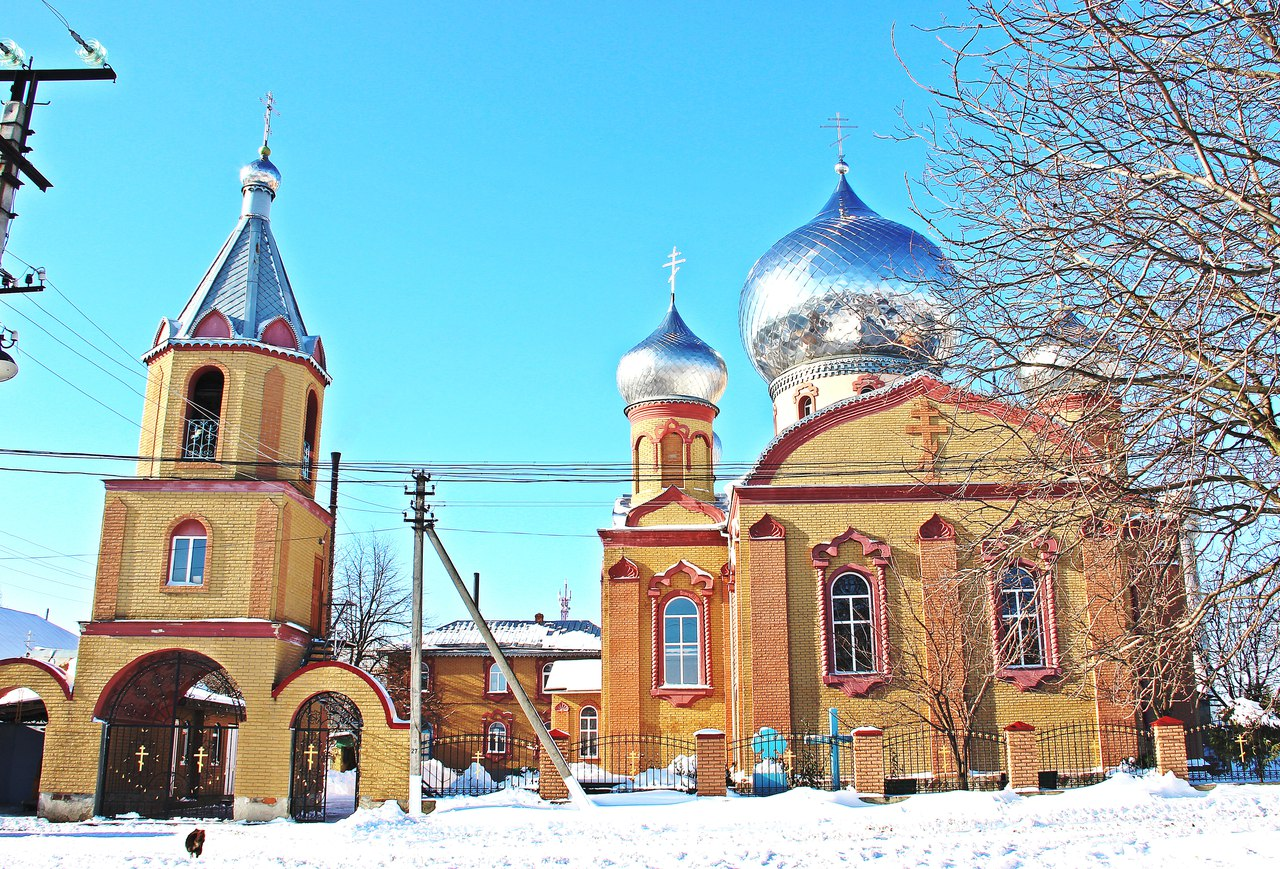
Orthodoxe Kirche in der Stadt

## Geschichte
Der Ort wurde 1754 gegründet. Die Siedlung entwickelte sich sehr stark nach dem Bau eines Eisenbahnanschlusses ab 1870 (heutige Bahnstrecke Krasne–Odessa). Zwischen 1924 und 1940 war der Ort Teil der Moldauischen Autonomen Sozialistischen Sowjetrepublik.
Im Zweiten Weltkrieg wurde in Kodyma am 1. August 1941 von Offizieren des XXX. Armeekorps der Wehrmacht das SS-Einsatzkommando 10a angefordert, um Massenerschießungen und Geiselverhaftungen durchzuführen. Deren Ziel sollte es sein, durch eine ukrainische Informantin gemeldete angebliche Pläne von Juden und Bolschewisten, die Erntevorräte anzuzünden und deutsche Truppenteile zu überfallen, zu durchkreuzen. Dabei wurden im jüdischen Viertel von Kodyma 400 Personen jeglichen Alters und Geschlechts zusammengetrieben und auf dem Marktplatz versammelt sowie kurz darauf rund hundert von ihnen außerhalb der Stadt erschossen. Von den restlichen wurden 170 als Geiseln zurückbehalten, für deren Verpflegung die Gemeinde aufzukommen hatte.
Kodyma erhielt 1979 den Status einer Stadt.

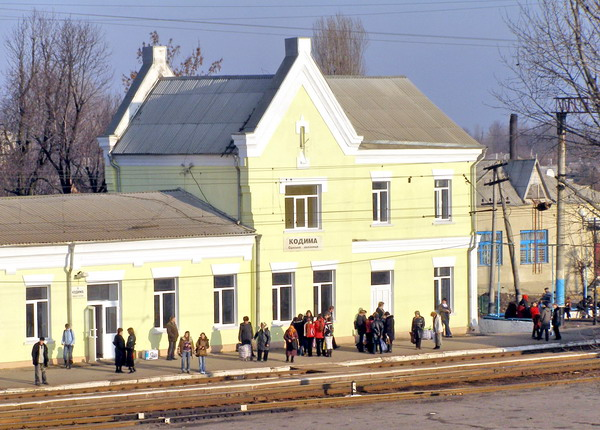
Bahnhofsgebäude im Ort

## Verwaltungsgliederung
Am 12. Juni 2020 wurde die Stadt zum Zentrum der neugegründeten Stadtgemeinde Kodyma (Кодимська міська громада/Kodymska miska hromada), zu dieser zählen auch noch die 20 in der untenstehenden Tabelle angeführten Dörfer, bis dahin bildete sie die gleichnamige Stadtratsgemeinde Kodyma (Кодимська міська рада/Kodymska miska rada) im Norden des Rajons Kodyma.
Seit dem 17. Juli 2020 ist sie ein Teil des Rajons Podilsk.
Folgende Orte sind neben dem Hauptort Kodyma Teil der Gemeinde:
| Name                     | Name          | Name                         |
| ukrainisch transkribiert | ukrainisch    | russisch                     |
| ------------------------ | ------------- | ---------------------------- |
| Baschtankiw              | Баштанків     | Баштанков (Baschtankow)      |
| Budeji                   | Будеї         | Будеи (Budei)                |
| Fedoriwka                | Федорівка     | Фёдоровка (Fjodorowka)       |
| Hrabowe                  | Грабове       | Грабово (Grabowo)            |
| Iwaschkiw                | Івашків       | Ивашков (Iwaschkow)          |
| Kruti                    | Круті         | Крутые (Krutyje)             |
| Labuschne                | Лабушне       | Лабушное (Labuschnoje)       |
| Lyssohirka               | Лисогірка     | Лысогорка (Lyssogorka)       |
| Oleksandriwka            | Олександрівка | Александровка (Alexandrowka) |
| Oleksijiwka              | Олексі́ївка    | Алексеевка (Alexejewka)      |
| Petriwka                 | Петрівка      | Петровка (Petrowka)          |
| Pyrischna                | Пиріжна       | Пирожная (Piroschnaja)       |
| Pyssariwka               | Писарівка     | Писаревка (Pissarewka)       |
| Sahnitkiw                | Загнітків     | Загнитков (Sagnitkow)        |
| Scherschenzi             | Шершенці      | Шершенцы (Scherschenzy)      |
| Semeniwka                | Семенівка     | Семёновка (Semjonowka)       |
| Serby                    | Серби         | Сербы (Serby)                |
| Serhijiwka               | Сергіївка     | Сергеевка (Sergejewka)       |
| Smoljanka                | Смолянка      | Смолянка                     |
| Strymba                  | Стримба       | Стримба (Strimba)            |

## Persönlichkeiten
- Stanisław Skalski (* 27. November 1915 in Kodyma; † 12. November 2004 in Warschau), Jagdflieger und Offizier der polnischen Luftwaffe im Zweiten Weltkrieg